# شبیه‌سازی مسابقه

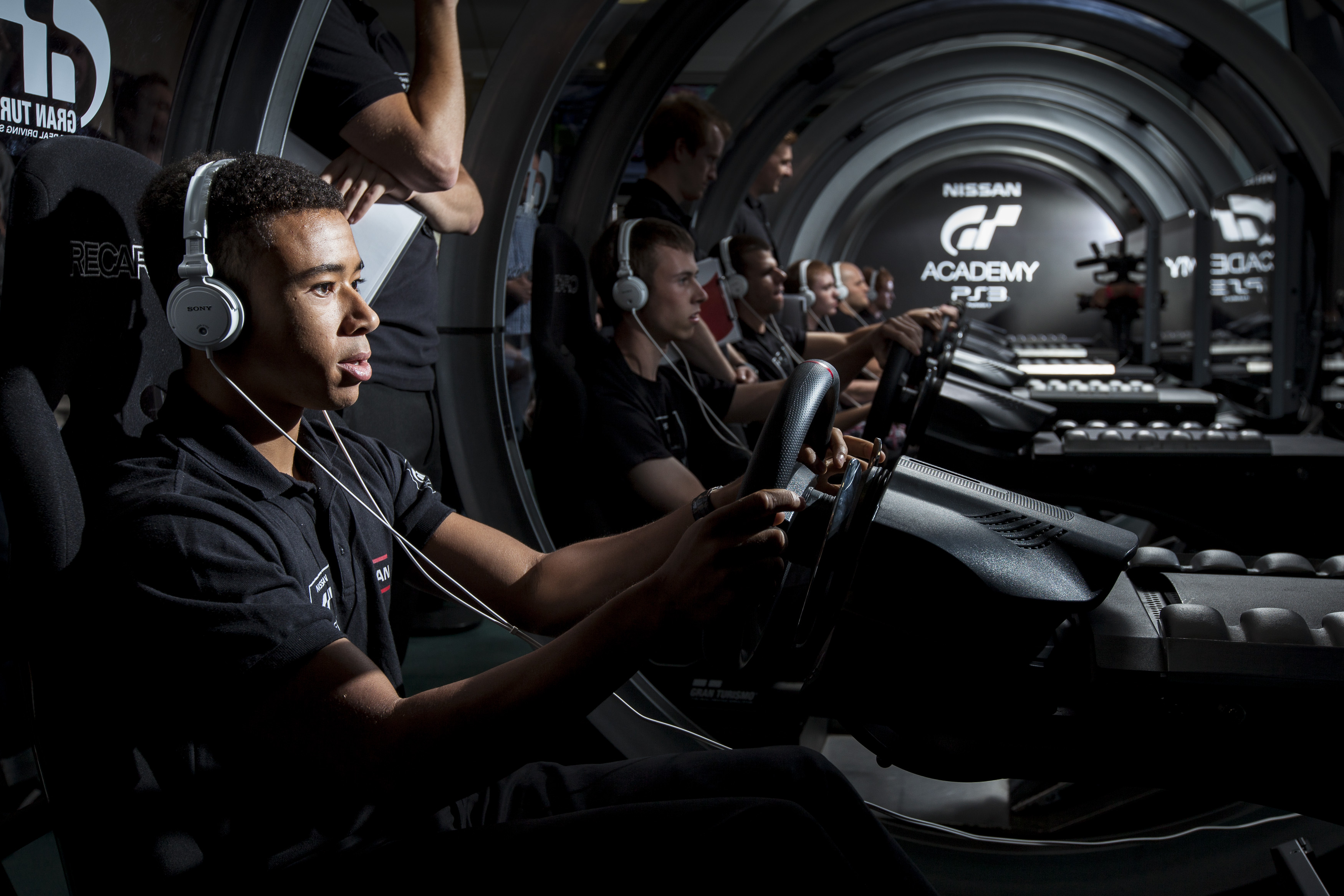
جان ماردنبورو، یک راننده شبیه‌ساز، با بازی گرن توریسمو راننده مسابقه حرفه‌ای نیسان شد.

مسابقه شبیه‌سازی شده یا شبیه‌سازی مسابقه (به انگلیسی: Racing Simulation) و به اختصار (sim racing)، اصطلاحات جمعی برای نرم‌افزار بازی رانندگی است که سعی در شبیه‌سازی دقیق مسابقات اتومبیل‌رانی دارد و با متغیرهای واقعی مانند مصرف سوخت، آسیب، سایش و چسبندگی لاستیک، و تنظیمات تعلیق کامل می‌شود. برای رقابتی بودن در مسابقات شبیه‌ساز، یک راننده باید تمام جنبه‌هایی از هندلینگ خودرو را که مسابقات دنیای واقعی دشوار می‌کند را درک کند، مانند آستانه ترمز، نحوه حفظ کنترل خودرو با از دست دادن کشش لاستیک‌ها، و نحوه صحیح ورود و خروج از پیچ بدون کاهش سرعت. این سطح از دشواری است که شبیه‌ساز مسابقه را از بازی‌های رانندگی ژانر مسابقه آرکید متمایز می‌کند که در بازی‌های مسابقات آرکید از متغیرهای دنیای واقعی از معادله خارج شده‌اند و هدف اصلی ایجاد حس سرعت در مقابل حس واقع‌گرایی است.

‏فیا، نهاد حاکم برای بسیاری از رویدادهای اتومبیل‌رانی از جمله فرمول یک، از پلتفرم‌های مختلف مسابقه شبیه‌ساز مسابقه مانند گرن توریسمو، استو کورسا کامپتیزیون و آی‌ریسینگ برای میزبانی رویدادهای مسابقه مجاز استفاده می‌کند.